# Karl Bartos
Karl Bartos (Marktschellenberg, 31 mei 1952) is een Duitse muzikant en componist. Van 1975 tot 1990 was hij eerst slagwerker en later programmeur en medecomponist bij de groep Kraftwerk, hiervoor veranderde hij zijn oorspronkelijke voornaam Karlheinz in Karl, omdat de voornamen van de bandleden op het podium getoond worden in neonletters, en Karl was korter en daarmee goedkoper. Nadat hij eind 1990 uit onvrede vertrok bij Kraftwerk, vormde hij met Lothar Manteuffel het project Elektric Music. Tegenwoordig treedt hij onder eigen naam op.
Over Kraftwerk geeft hij naar eigen zeggen geen interviews meer. Wel schreef hij in 2012 een kort voorwoord bij Kraftwerk: Publikation van David Buckley.
In 2017 verscheen zijn autobiografie Der Klang de Maschine, in 2022 verscheen de Engelse vertaling The Sound of the Machine

## Discografie
Met Kraftwerk
- 1975: Radio-Activity
- 1977: Trans-Europe Express
- 1978: The Man-Machine
- 1981: Computer World
- 1983: Tour de France (Single)
- 1986: Electric Café
- 1991: The Mix

Met Elektric Music
- 1992: Afrika Bambaataa and The Soulsonic Force - Planet Rock (Classic Mix)
- 1993: Esperanto
- 1998: Electric Music

Met Electronic
- 1996: Raise the Pressure

Solo
- 2000: "15 Minutes of Fame" (single)
- 2003: Communication (album)
- 2004: "Camera Obscura" (single)
- 2013: "Atomium" (single)
- 2013: Off the Record (album)